# 7 × 64 mm

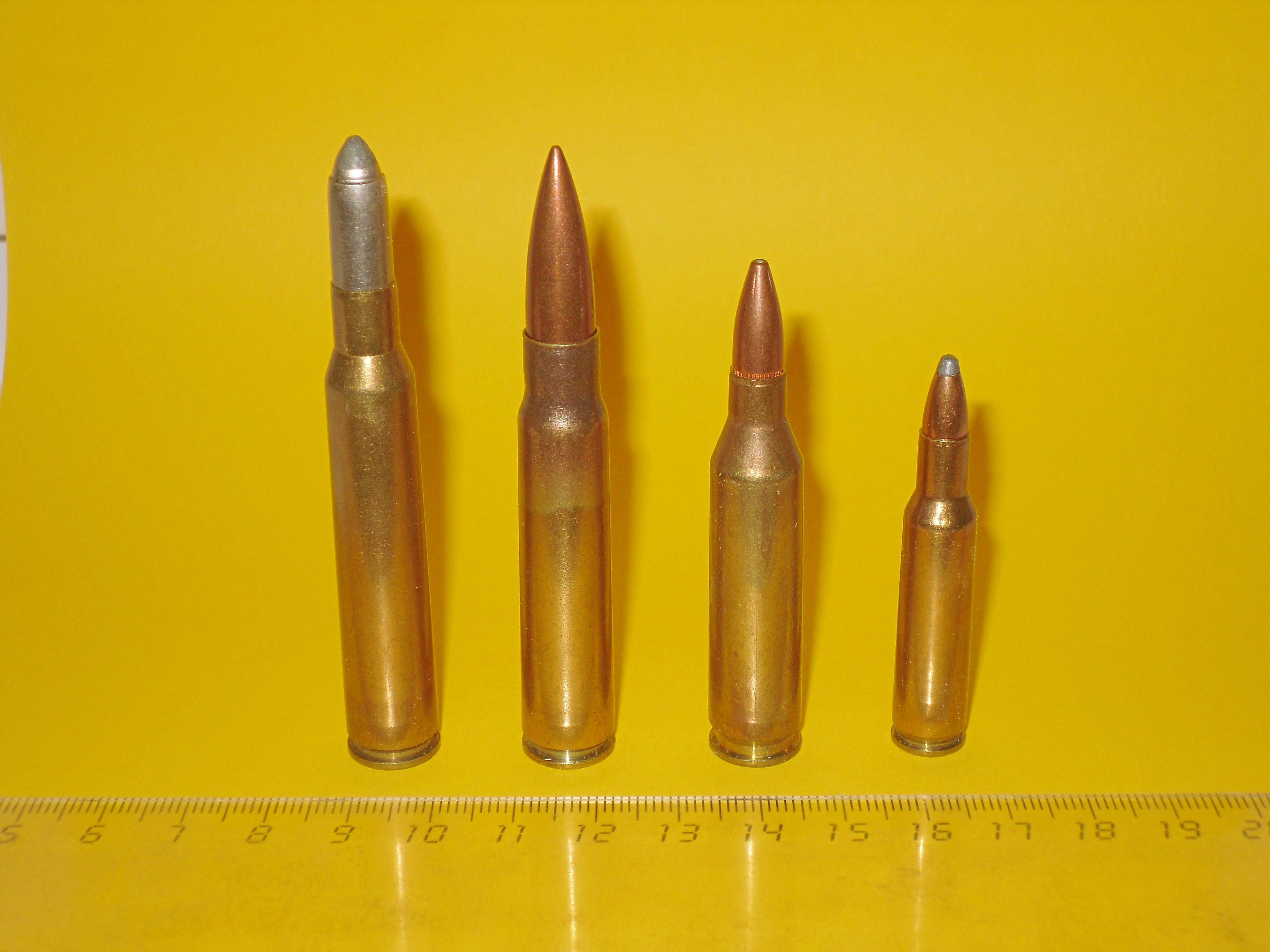
Zleva 7 × 64mm, 7,92 × 57mm Mauser, .243 Winchester a .222 Remington

7 x 64 mm je lovecký bezokrajový náboj se středovým zápalem. Je oblíbenou loveckou ráží ve střední Evropě.

## Historie
Na počátku 20. století německý konstruktér nábojů Wilhelm Brenneke (1865-1951) prodloužil standardní komoru německé vojenské pušky M88, resp. pušky Mauser 98, aby zvýšil rychlost a výkon střely.
V roce 1912 Brenneke zkonstruoval neúspěšný náboj 8 × 64mm S. Byl vytvořený jako varianta pro pušku Mauser M 98 mající lepší balistické vlastnosti. Tato puška tehdy byla standardní zbraní německé armády. Armáda však trvala na ráži 8x57 JS, aby se tak vyvarovala změny velikosti nábojové komory, kterou měla tehdy užívaná ráže. Prodloužení 57mm nábojnice z pušky Model88 vedlo k vytvoření na tehdejší poměry velmi výkonného náboje.
V roce 1917 Brenneke předělal 8×64mm S a nábojnici opatřil ráží 7 mm. Představil tak náboj 7x64, který dosáhl velkého obchodního úspěchu. Tento náboj dává oproti 7 × 57 mm Mauser o 10 až 12 % vyšší úsťovou rychlost střely. To vede k plošší balistické křivce a lepším vlastnostem při střelbě na větší vzdálenosti.
Mezi válkami bylo na 7×64 nahlíženo jako na „zázračnou ráži“. Ve třicátých letech 20. století byl tento náboj dokonce zvažován německou armádou jako náhrada za 8×57 JS pro odstřelovače. Nakonec ale, z logistických důvodů byla pro novou pušku opět vybrána ráže 8×57 JS.
Kromě 7 × 64 vyvinul Brenneke v roce 1917 i verzi s okrajem 7×65R pro zlamovací zbraně. I ta měla značný komerční úspěch.

## Současné využití
7 × 64 je ve střední Evropě velmi oblíbený lovecký náboj. Všichni významní evropští producenti mají kulovnice s touto ráží v nabídce. Jeho obliba je dána značnou univerzálností. Je použitelný pro lov zvěře srnčí, kamzičí, černé, jelení a je dostatečně výkonný i pro lov medvěda.

## Parametry
Pro hmotnost střely 11,2 g je uváděna výrobcem S&B rychlost v ústí hlavně 770 m/s, ve 100 m 681 m/s, energie střely v ústí hlavně je 3320 J, ve 100 m 2600 J. Náboje českého výrobce Sellier & Bellot jsou však výkonově na poměrně nízké úrovni, tudíž tento náboj skrývá mnohem větší potenciál.

### Příklady
- Sako se střelou Hammerhead 11,0 g má rychlost v ústí hlavně 795 m/s, ve 100 m 724 m/s; dopadová energie střely činí v ústí hlavně 3481 J, ve 100 m 2887 J,
- RWS se střelou MHK 11,2 g má rychlost v ústí hlavně 850 m/s, ve 100 m 772 m/s; dopadová energie střely činí v ústí hlavně 4046 J, ve 100 m 3338 J,
- Norma se střelou Vulkan 11,0 g má rychlost v ústí hlavně 830 m/s, ve 100 m 746 m/s; dopadová energie střely činí v ústí hlavně 3791 J, ve 100 m 3066 J.